# Памятник Шопену (Познань)
Памятник Фридерику Шопену (пол.  Pomnik Fryderyka Chopina ) — памятник польскому пианисту и композитору Фридерику Шопену, находящийся в Познани (Польша) в одноимённом парке.
Памятник Фридерику Шопену был первоначально установлен в 1923 году в парке Станислава Монюшки. Автором памятника является польский скульптор Мартин Рожек. В сентябре 1939 года памятник был спрятан от немецких оккупантов. В 1961 году памятник был установлен в парке Фридерика Шопена. В 1997 году памятник пострадал от вандализма. Повреждённый бюст памятника поместили в Белом зале Городского совета, а на постамент поставили его копию.